# 陳致遠
陳致遠（1976年10月27日—）臺灣桃園縣（今桃園市）人，棒球選手，外號「黃金戰士」，後來涉入簽賭案。
球員時期曾效力於中華職棒兄弟象，守備位置為外野手，胞弟同為兄弟象的外野手陳致鵬。
過去他曾與彭政閔、蔡豐安共同組成「黃金三劍客」，後來再與同隊隊友彭政閔、陳冠任共同組成「新黃金三劍客」，常常成為兄弟象致勝的關鍵。
但後來在2010年涉入中華職棒簽賭案，同年2月10日遭板橋地檢署檢察官起訴並具體求刑二年，兄弟象隨即將其開除隊籍，並打算向他求償1500萬元。與其同時，檢調也以「極度貪婪無恥」痛批陳致遠的所作所為，但他至今堅決否認收賄打假球。2011年6月30日陳致遠遭判處2年6個月有期徒刑、併科罰金350萬元。後來臺灣高等法院二審，認為陳致遠確實舞弊，但依照舊法，所犯之罪並非一罪一罰，連續犯應視為一次犯罪，將2年6個月有期徒刑，改為6個月，可易科罰金。
曾經在花蓮市與同陷入假球風暴離開球場的職棒球員曹錦輝共同經營燒烤店。2010至2011年間，一度為通告藝人。
2020年遭所屬經紀公司發出聲明指出，陳致遠與其妻林秀琴私接工作、代言等演藝活動，完全無視雙方合約，已嚴重損害公司權益，將向2人提告並求償。

## 經歷
- 桃園縣自立國小少棒隊
- 台北市東園國小少棒隊
- 臺北縣華僑中學青少棒隊（榮工）
- 臺北縣樹林國中青少棒隊（榮工）
- 臺北縣中華中學青棒隊（榮工）
- 輔仁大學棒球隊（養樂多）
- 國軍棒球隊
- 中華職棒兄弟象隊（2001年－2009年）

## 職棒生涯成績

### 中華職棒
- (粗黑體字為該年度最佳或最高成績)

| 年度 | 球隊   | 出賽 | 打數 | 安打 | 全壘打 | 打點 | 得分 | 盜壘 | 四死 | 被三振 | 壘打數 | 雙殺打 | 打擊率 | 上壘率 | 長打率 | 整體攻擊指數 |
| ---- | ------ | ---- | ---- | ---- | ------ | ---- | ---- | ---- | ---- | ------ | ------ | ------ | ------ | ------ | ------ | ------------ |
| 2001 | 兄弟象 | 30   | 120  | 45   | 6      | 30   | 25   | 3    | 9    | 23     | 80     | 1      | 0.375  | 0.412  | 0.667  | 1.079        |
| 2002 | 兄弟象 | 84   | 308  | 89   | 15     | 57   | 65   | 32   | 43   | 58     | 160    | 4      | 0.289  | 0.373  | 0.519  | 0.892        |
| 2003 | 兄弟象 | 100  | 401  | 137  | 18     | 97   | 84   | 31   | 37   | 57     | 223    | 7      | 0.342  | 0.387  | 0.556  | 0.943        |
| 2004 | 兄弟象 | 100  | 393  | 113  | 12     | 54   | 66   | 20   | 39   | 78     | 181    | 5      | 0.288  | 0.349  | 0.461  | 0.810        |
| 2005 | 兄弟象 | 60   | 224  | 68   | 1      | 18   | 40   | 7    | 25   | 34     | 78     | 2      | 0.304  | 0.371  | 0.388  | 0.759        |
| 2006 | 兄弟象 | 96   | 360  | 91   | 12     | 49   | 49   | 11   | 39   | 70     | 149    | 10     | 0.253  | 0.324  | 0.414  | 0.738        |
| 2007 | 兄弟象 | 30   | 111  | 41   | 4      | 27   | 20   | 0    | 5    | 18     | 66     | 2      | 0.369  | 0.390  | 0.595  | 0.985        |
| 2008 | 兄弟象 | 81   | 334  | 101  | 11     | 50   | 71   | 17   | 36   | 36     | 159    | 6      | 0.302  | 0.365  | 0.476  | 0.841        |
| 2009 | 兄弟象 | 32   | 133  | 37   | 4      | 18   | 20   | 4    | 4    | 21     | 59     | 1      | 0.278  | 0.295  | 0.444  | 0.739        |
| 合計 | 9年    | 613  | 2384 | 722  | 83     | 400  | 440  | 125  | 237  | 395    | 1164   | 38     | 0.303  | 0.361  | 0.488  | 0.849        |

## 個人紀錄
- 2001年8月25日：擊出個人職棒生涯第一支全壘打，單場雙響砲。
- 2001年8月31日：揮出中華職棒第四支「再見滿貫全壘打」(投手：威森；地點：新竹棒球場)
- 2003年10月5日：締造中華職棒本土選手單季最高打點紀錄97分，並締造中華職棒單季最多11支高飛犧牲打。
- 2004年7月7日：達成個人生涯第50支全壘打。（投手：貝力，打點：1，新竹棒球場）
- 2006年7月18日：完成達成個人於中華職棒的生涯第支五百支安打紀錄。
- 2006年8月13日：達成個人職棒第100次盜壘成功，兄弟象隊史上繼林易增、馮勝賢後，第三位達成此紀錄球員。
- 2006年9月19日：完成個人生涯300分打點里程碑。
- 2009年5月15日：於新竹棒球場對決統一7-ELEVEn獅，於跑壘過程中不慎未踏好壘包造成左腳腓骨骨折，預計整年球季將報銷。
- 2009年10月20日：於總冠軍賽第三戰延長賽兩出局後，帶傷上陣代打，掄出右外野方向平飛再見安打，此為總冠軍賽中第八支再見安打。
- 2010年1月8日：媒體報導簽賭集團組頭咬出兄弟象外野手陳致遠涉嫌收錢配合打假球。
- 2010年2月10日：遭板檢起訴並求刑二年，兄弟象隨即發表聲明開除其隊籍。
- 2011年6月30日：經過板橋地院1年4個月的審理，陳致遠一審遭判2年6個月有期徒刑，併科350萬元罰金。

## 演出作品

### 電視劇
| 年份 | 片名               | 角色   | 頻道            | 備註 |
| 2016 | 《明天一起去樂園》 | 梁先生 | 客家電視台      |      |
| 2017 | 《噗通噗通我愛你》 | 豹哥   | 台視 三立都會台 |      |

### 單口喜劇
曾經參與由薩泰爾舉辦的炎上澎恰恰。